# Vacaciones fiscales
Unas vacaciones fiscales es la reducción o eliminación temporal de un impuesto. También se le puede llamar rebaja de impuestos, subsidio de impuestos o reducción de impuesto. Los gobiernos crean vacaciones fiscales como un incentivo para la inversión. Las vacaciones fiscales son concedidas por gobiernos a nivel nacional, sub-nacional y local, y han incluido impuesto sobre la renta, impuesto sobre bienes inmuebles, impuesto sobre las ventas, IVA, y otros impuestos. Algunas vacaciones fiscales son extra-estatutarias, cuando las autoridades conceden una reducción en impuestos que no necesariamente esta contemplada en la ley. En países en desarrollo, los gobiernos a veces reducen o eliminan impuestos corporativos con el propósito de atraer inversión extranjera directa o para estimular el crecimiento en determinadas industrias.
Las vacaciones fiscales pueden ser concedidas a actividades específicas, áreas determinadas, o a contribuyentes particulares. Los investigadores encontraron que en vacaciones fiscales del impuesto sobre las ventas, cada vivienda incrementa las cantidades de ropa y calzado que compran en más de 49% y 45%, respectivamente,  por encima del promedio.

## Vacaciones fiscales del impuesto sobre las ventas en los Estados Unidos
En el Estado de Nueva York, la legislatura estatal promulgó Vacaciones fiscales para el impuesto sobre las ventas en todo el estado en 1996, lo que permitió la primera semana libre de impuestos en enero de 1997. A los gobiernos locales de Nueva York se les dio la opción de participar o no; la mayoría declinó. Desde entonces, la iniciativa ha sido adoptada por trece estados. Generalmente toma la forma de un fin de semana sin impuestos que dura de viernes a domingo, normalmente durante un periodo de compra de artículos necesarios, como los días previos al inicio de clases. Durante ese periodo, el impuesto sobre las ventas no aplica en ciertos artículos, como ropa y útiles escolares. Los artículos para los cuales aplica la exención de impuesto sobre las ventas también puede tener restricciones por precio (p. ej., ropa hasta 100 USD), pero los consumidores son libres de comprar cualquier cantidad de los artículos contemplados.
| Estado (O Capital)   | Artículos contemplados | Periodo                                                      | Días |
| -------------------- | --- | ------------------------------------------------------------ | ---- |
| Alabama              | Ropa, computadoras, artículos escolares, libros. Suministros de emergencia | 3.er fin de semana en julio. Último fin de semana en febrero | 3    |
| Arkansas             | Ropa, artículos escolares, libros | 1.er fin de semana de agosto                                 | 2    |
| Connecticut          | Ropa | 3.er semana de agosto                                        | 7    |
| Distrito de Columbia | | Derogado                                                     |      |
| Florida              | Ropa, artículos escolares, libros | 2.ª semana de agosto                                         | 3    |
| Georgia              | Ropa, artículos escolares, computadoras | 1.er fin de semana de agosto                                 | 4    |
| Iowa                 | Ropa | 1.er fin de semana de agosto                                 | 2    |
| Luisiana             | Hasta 2,500 USD en la mayoría de los artículos de propiedad personal tangible. Hasta 2,500 USD en suministros de emergencia. Hasta 1,500 USD en armas de fuego, munición y artículos de cacería | 1.er fin de semana de septiembre                             | 2    |
| Massachusetts        | La mayoría de artículos para los qué el impuesto de ventas normalmente aplicaría; en compras hasta 2,500 USD                                                                                    | 2.º fin de semana de agosto                                  | 2    |
| Maryland             | Ropa y calzado | 14 al 20 de agosto                                           | 7    |
|                      | Productos con certificación Energy star | 19 al 21 de febrero de 2011                                  | 3    |
| Misuri               | Ropa, artículos escolares, computadoras | 1.er fin de semana de agosto                                 | 3    |
| Nuevo México         | Ropa, artículos escolares, computadoras | 1.er fin de semana de agosto                                 | 3    |
| Carolina del Norte   | Derogado desde el 1 de julio de 2014 |                                                              |      |
| Oklahoma             | Ropa | 1.er fin de semana de agosto                                 | 3    |
| Carolina del Sur     | Ropa, artículos escolares, computadoras | 1.er fin de semana de agosto                                 | 3    |
| Tennessee            | Ropa, artículos escolares, computadoras | Último viernes de julio                                      | 3    |
| Texas                | Ropa, pañales, mochilas, artículos escolares | 3.er fin de semana de agosto                                 | 3    |
| Virginia             | Ropa, artículos escolares, electrodomésticos ahorradores de energía, suministros de emergencia                                                                                                  | Mayo, agosto, octubre                                        | 3    |

Cinco estados (Alaska, Delaware, Montana, Nuevo Hampshire, y Oregón) no imponen impuesto sobre las ventas en general pero todos aplican impuestos en categorías específicas como gasolina, telecomunicaciones, cigarrillos, alcohol, o comidas preparadas.